# Ann Reymen
Ann Reymen (Hasselt, 20 mei 1977) is een Vlaams radiopresentatrice.

## Biografie
Na Vrouwentongen, Donnamour en Donna 16-19 presenteerde Ann Reymen de Donna-ochtend. Ze was in de ochtend terechtgekomen na het vertrek van Leen Demaré naar 4FM.
In haar ochtendshow had Reymen ook een copresentator. Eerst Ronald Verhaegen, later Ben Roelants en als laatste Thibaut Renard. Nadien presenteerde Ann Reymen tijdens de middag op Radio Donna.
Nadat er aan Donna een eind was gekomen, stapte ze over naar het nieuwe radiostation MNM. Sinds september 2009 had Ann Reymen haar eigen vaste show op MNM. Ze nam er eerst de avondspits voor haar rekening van 16 tot 19 uur, samen met sidekick Gunther Tiré. Van 2010 tot begin 2012 nam ze het blok in de voormiddag voor haar rekening. Sinds het najaar van 2012 tot midden 2019 presenteerde ze Kwistet tussen 12 en 13 uur. Daarna presenteerde ze er Boost. Daarnaast was Ann vaste vervanger van het programma Love Song Request op zondagavond. Tijdens de zomerperioden presenteerde ze programma's die te maken hebben met de Tour de France of Olympische Spelen. Dit laatste deed ze samen met "Sport Stan". Na de zomer van 2021 verliet ze MNM voor Radio 2.
In het verleden was Ann Reymen al het gezicht van enkele lifestylemagazines op Vitaya. Ook was ze een van de vaste nieuwsankers op TVL (TV Limburg), waar ze ook een seizoen een eigen liveshow had op zondagavond. Op Eén doet Reymen voice-overs en was ze in 2014 te zien in een rubriek in 1000 zonnen.
Reymen sprak de Vlaamse stem in van Helen Parr / Elastigirl voor de Pixar-animatiefilms The Incredibles uit 2004 en Incredibles 2 uit 2018.
Op de tv-zenders VIER, VIJF en ZES is Ann Reymen een van de vaste voice-overs voor reclamespots van de programma's.
Reymen is moeder van twee dochters, geboren in 2009 en 2012. Ze is tevens de zus van schrijfster en columniste Nele Reymen.
In 2016 schreef ze in samenwerking met haar zus Nele het boek 75B - een vrouw, twee borsten, een reconstructie over de borstamputatie die ze preventief onderging en de borstreconstructie erna. Ze ging over tot deze operatie omdat ze genetisch een verhoogde kans heeft op het ontwikkelen van borstkanker. Na de operatie ijverde ze voor een betere terugbetaling van borstreconstructies met eigen weefsel, die er ook kwam.
Laatste (per 2 januari 2009):
Joyce Beullens · Tom De Cock · Sebastian Decrop · Evy Gruyaert · Johan Henneman · Mark Heyninck · Anneleen Liégeois · Kris Luyten · Caren Meynen · Dave Peters · Marc Pinte · Thibaut Renard · Ann Reymen · Ben Roelants · Benjamien Schollaert · Elias Smekens · Stijn Smets · Lotte Stevens · Ann Van Elsen · Brecht Vanmeirhaeghe · Sofie Van Moll · David Van Ooteghem
Geschiedenis (1992–2009):
Jan Bosman · Ben Crabbé · Dominique Crommen · Erwin Deckers · Steve De Coninck-De Boeck · Kevin De Geest · Leen Demaré · Bart De Prez · Margot Derycke · Marc Deschuyter · Els Ermens · Michel Follet · Anne Gies · Jeroen Gorus · Walter Grootaers · Kristof Hayen · Geert Hoste · Mark Lefever · Kristien Maes · Kris Mannaerts · Luc Mertens · Johan Notenbaert · Sven Ornelis · Jaak Pijpen · Alexandra Potvin · Katja Retsin · Fien Sabbe · Bart Saerens · Mieke Scheldeman · Cara Van der Auwera · Iris Van Impe · Birgit Van Mol · Rob Vanoudenhoven · Evert Venema · Sofie Verbruggen · Ronald Verhaegen · Peter Verhulst · Jean Vijdt · Robin Vissenaekens · Albrecht Wauters · Niels William · Yasmine